# Bohnický potok
Bohnický potok, který teče v Praze 8, je jedním z celé řady pravostranných přítoků Vltavy. Vlévá se do ní na 40,0 km mezi potoky Trojským (na 41,2 km) a Čimickým (29,4 km).

## Základní údaje
Pramení v západní části Bohnic, protéká Bohnickým údolím a po 1 km se do Vltavy vlévá nedaleko ulice V Zámcích. Jeho povodí má rozlohu 2,5 km čtverečních. Žádné přítoky nejsou nikde uvedeny.

## Historie

### Bohnický potok jako negativní příklad
Lesy hl.m. Prahy uvádějí, že dříve voda byla považována za překážku při budování infrastruktury, za neovladatelný a nebezpečný živel, který je třeba z města co nejrychleji odvést, nejraději pod povrchem.[zdroj?] Vlivem rozsáhlé výstavby podzemních sítí docházelo také k oddrénování pramenišť potoků a rybníků a k jejich postupnému vysychání i zániku. K negativním příkladům v Praze řadí právě Bohnický potok, spolu s Čimickým a horním tokem potoka Stodůleckého. Bohnický potok byl v minulosti sveden do dešťové kanalizace, která vede údolím podél Bohnické ulice.

## 21. století
Změna názoru na vodu vedla Lesy hl. m. Prahy ke zpracování projektu Potoky pro život s mottem „Vracíme potokům život a jejich přírodní krásu", který byl zahájen v roce 2005. Lesy hl. m. Prahy spravují přibližně 230 km vodních toků v Praze, kterou protéká 99 (jindy uváděno 100) potoků.

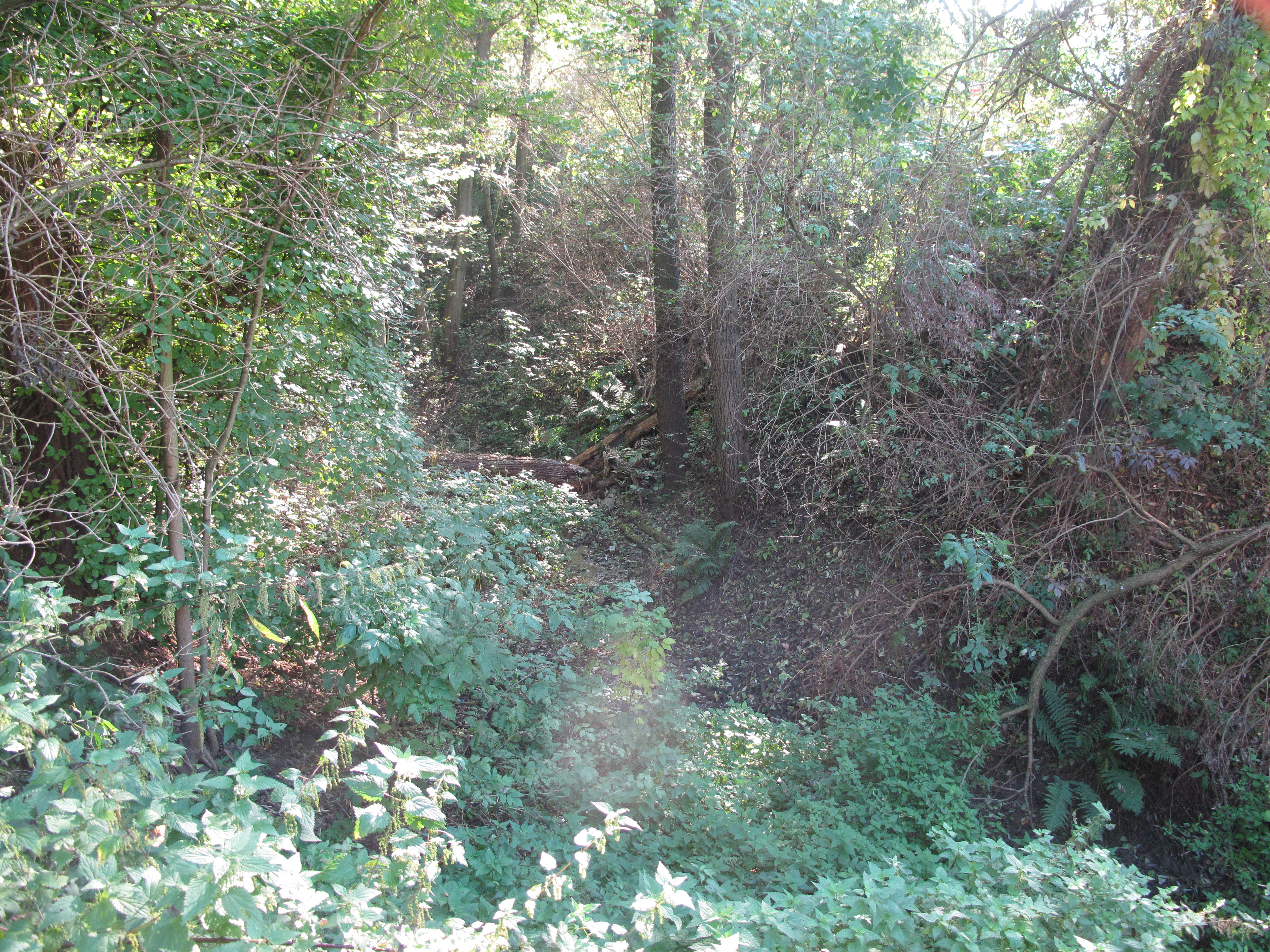
Bohnický potok

Ojedinělost výskytu vody v Bohnickém potoce je doložena zmínkou z roku 2012.

### Obnova Bohnického potoka
Při rekonstrukci kanalizace v roce 2005 se potok podařilo dostat znovu na povrch, čímž se otevřela cesta k obnově Bohnického potoka i rybníčku v Bohnickém údolí. Součástí projektu je obnova Bohnického potoka v délce cca 160 m. Záměrem pro další etapy je obnovit potok v celém Bohnickém údolí. Kvůli rozsáhlým navážkám v této oblasti se koryto potoka zatěsní jílovitou zeminou a podle potřeby upevní těžkou balvanitou rovnaninou. Realizace byla naplánována na období listopad 2018 až duben 2019.

## Kvalita vody
Kvalita vody v pražských potocích se pravidelně sleduje a vyhodnocuje, ale Bohnický potok mezi oněch 15 sledovaných zařazen nebyl.

## Správce toku
Správcem toku je Hlavní město Praha zastoupené organizací Lesy hl. m. Prahy, která na daném toku zajišťuje údržbu.

## Břeh potoka – přírodní památka Bohnické údolí
Bohnický potok teče Bohnickým údolím, jehož přírodní část je chráněna jako přírodní památka ev. č. 762 téhož jména a je ve správě Odboru rozvoje veřejného prostoru MHMP. Chráněny jsou skalnaté svahy jeho pravého břehu v dolní části údolí, severozápadně od kostela sv. Petra a Pavla, po pravé straně silnice ze Starých Bohnic k Vltavě. Účelem je zachovat teplomilná společenstva skalních stepí a teplomilné křoviny s výskytem vzácných druhů.